# E22 (Verenigde Arabische Emiraten)
De E22 is een nationale weg in de Verenigde Arabische Emiraten. De weg loopt van de hoofdstad Abu Dhabi naar de stad Al Ain bij de Omaanse grens en is 147 kilometer lang. In Oman loopt de weg als O7 verder naar Al Buraimi en Sohar.
Tussen de E11 en de grens met Oman is de weg onderdeel van de Mashreq-weg M7, de verbinding tussen Abu Dhabi en Sohar.
E10 · 
E11 · 
E18 · 
E22 · 
E33 · 
E44 · 
E55 · 
E66 · 
E77 · 
E87 · 
E88 · 
E89 · 
E95 · 
E99 · 
E311 · 
E611